# آلن گری (بازیکن فوتبال)
آلن گری (انگلیسی: Alan Gray؛ زادهٔ ۲ مهٔ ۱۹۷۴) بازیکن فوتبال اهل بریتانیا است.
از باشگاه‌هایی که در آن بازی کرده‌است می‌توان به باشگاه فوتبال دونکستر راورز، باشگاه فوتبال وورکینگتون ای. اف. سی، باشگاه فوتبال دارلینگتون، باشگاه فوتبال کارلایل یونایتد، و باشگاه فوتبال بیشاپ اوکلند اشاره کرد.